# Pilomajärvi
Pilomajärvi är en sjö i kommunen Enare i landskapet Lappland i Finland. Arean är 36 hektar och strandlinjen är 4,08 kilometer lång. Sjön  ingår i Pasvik älvs huvudavrinningsområde.   Den ligger omkring 280 kilometer norr om Rovaniemi och omkring 970 kilometer norr om Helsingfors. 
Pilomajärvi ligger väster om Sulkusjärvi och Ikkerlompola. 